# Savelbergklooster
Het Savelbergklooster is een voormalig klooster in het centrum van de Nederlandse gemeente Heerlen, gebouwd naar een ontwerp van Johannes Kayser in de periode 1878-1879. Zowel de kapel als het bijbehorende woonhuis is in bezit van de door Peter Joseph Savelberg in 1871 gestichte congregatie van de Kleine Zusters van de Heilige Joseph. De kapel geniet sinds 1999 de status van rijksmonument; het witgepleisterde woonhuis vanaf 1967.
Sinds 2010 is het klooster ingericht als museum.